# Šiba
Šiba é um município da Eslováquia, situado no distrito de Bardejov, na região de Prešov. Tem 13,82 km² de área e sua população em 2018 foi estimada em 634 habitantes.

## Demografia
| Ano:        | 1994 | 2004   | 2014   | 2024 |
| ----------- | ---- | ------ | ------ | ---- |
| Broj ljudi: | 545  | 563    | 600    | 636  |
| Razlika:    |      | +3,30% | +6,57% | +6%  |

| Ano:               | 2023 | 2024   |
| ------------------ | ---- | ------ |
| Número de pessoas: | 631  | 636    |
| Diferença:         |      | +0,79% |